# Колмеяш
Колме́яш (порт. Colmeias) — район (фрегезия) в Португалии,  входит в округ Лейрия. Является составной частью муниципалитета  Лейрия. По старому административному делению входил в провинцию Бейра-Литорал. Входит в экономико-статистический  субрегион Пиньял-Литорал, который входит в Центральный регион. Население составляет 3717 человек на 2001 год. Занимает площадь 33,11 км².
Покровителем района считается Архангел Михаил (порт. São Miguel Arcanjo). 